# Х-8 (филм)
Х-8 је хрватски и југословенски дугометражни филм из 1958. године године редитеља Николе Танхофера. Филм је награђен Великом Златном ареном на фестивалу играног филма у Пули 1958. године. Радња се темељи на истинитој причи о фаталној несрећи коју је проузроковао непознати возач аутомобила 1957. године. Х-8 су почетни знакови његових регистарских таблица, и једини податак о починитељу злочина.

## Улоге
| Глумац            | Улога                     |
| ----------------- | ------------------------- |
| Андро Лушичић     | Др. Шестан                |
| Антун Врдољак     | Фотограф                  |
| Борис Бузанчић    | Новинар                   |
| Ђурђа Ивезић      | Алма Новак                |
| Фабијан Шоваговић | Фрањо Рошић               |
| Иван Шубић        | Јосип Бараћ               |
| Маријан Ловрић    | Рудолф Кнез               |
| Љубица Јовић      | Крешина жена              |
| Марија Кон        | Тамара                    |
| Иван Ловрић       |                           |
| Миа Оремовић      | Жена Швајцарца            |
| Мира Николић      | мајка Гордана             |
| Перо Квргић       | Јакупац                   |
| Рудолф Кукић      | Швицарац                  |
| Синиша Кнафлец    | Владимир                  |
| Стане Север       | Јанез                     |
| Вања Драх         | Крешо                     |
| Санда Фидершег    | Супруга лијечника Шестана |
| Мартин Матошевић  |                           |
| Павле Богдановић  | Војник Мишо Петровић      |
| Драго Митровић    | Иван Вуковић              |
| Круно Валентић    | Продавац „Вечерњег”       |
| Адам Ведерњак     | Тип који купује сат       |
| Стјепан Јурчевић  | Проф Никола Томашевић     |
| Рикард Брзеска    | Конобар                   |

Комплетна филмска екипа  ▼
| Редитељ                   | Никола Танхофер      |                            |
| Сценариста                | Звонимир Берковић    | (идеја)                    |
| Сценариста                | Звонимир Берковић    | (писац)                    |
| Сценариста                | Томислав Буторац     | (писац)                    |
| Сценариста                | Никола Танхофер      | (идеја)                    |
| Композитор                | Драгутин Савин       |                            |
| Директор фотографије      | Славко Залар         |                            |
| Монтажер                  | Радојка Танхофер     | (као Радојка Иванчевић)    |
| Сценограф                 | Здравко Гмајнер      |                            |
| Костимограф               | Олга Марушевски      |                            |
| Одсек за шминку           | Ева Бадер            | асистент шминкера          |
| Одсек за шминку           | Бранка Кинцл         | фризер                     |
| Одсек за шминку           | Јанко Веверец        | асистент шминкера          |
| Одсек за шминку           | Соња Зечевић         | шминкер                    |
| Менаџер продукције        | Фрањо Бенковић       | вођа снимања               |
| Менаџер продукције        | Данијел Ивин         | помоћник организатора      |
| Менаџер продукције        | Живко Петровић       | директор филма             |
| Помоћник режије           | Стипе Делић          | помоћник редитеља          |
| Помоћник режије           | Младен Феман         | помоћник редитеља          |
| Уметнички одсек           | Перо Ловрић          | сценски реквизитер         |
| Одсек за звук             | Јосип Боларић        | асистент тонског сниматеља |
| Одсек за звук             | Федор Јелер          | тонски сарадник            |
| Одсек за камеру и расвету | Миодраг Грбић        | пратилац камере            |
| Одсек за камеру и расвету | Иво Орешковић        | сценски мајстор            |
| Одсек за камеру и расвету | Вјенцеслав Орешковић | пратилац камере            |
| Одсек за камеру и расвету | Ивица Рајковић       | фотограф                   |
| Одсек за камеру и расвету | Фрањо Жагар          | вођа расвете               |
| Одсек за камеру и расвету | Славко Залар         | сниматељ                   |
| Одсек за костим           | Милица Чевид         | гардеробер                 |
| Одсек за монтажу          | Иванка Гуложнић      | асистент монтажера         |
| Музички одсек             | Лидија Јојић         | музички уредник            |
| Остала екипа              | Иванка Форенбахер    | секретар режије            |

## Награде
На фестивалу у Пули филм је добио за најбољи филм, режију, сценарио, епизодног глумца и глумицу (Антун Врдољак и Миа Оремовић) те наградом публике Јелен.

## Критике
Даниел Рафаелић је за Филмски лексикон записао:
"Један од најцјењенијих хрватских филмова, Х-8... се подједнако одликује дојмљивом глумом, режијом и монтажом. На почетку филмског излагања разоткрива се завршни расплет – судар аутобуса и камиона, а чак се и открива број погинулих те бројеви мјеста на којима су ти људи сједили. Напетост произлази из чињенице што ликови тијеком вожње измјењују своја мјеста, а поистовјећивање гледалаца и ликова појачава истицање тврдње да се ради о истинитом догађају (узрочник судара побјегао је с мјеста несреће, а једино је запамћен почетак његове регистрације: Х-8...). Ликови су слојевито обликовани, ритам је узоран, а цјелина остварује типичан југославенски микросвијет тога времена односно панораму сложенога друштва."